# Ajit Krishnan
Ajit Krishnan (Chenai — 19 de abril de 1982) é um capitão de grupo da Força Aérea Indiana e um dos quatro astronautas da ISRO que voarão para o espaço como parte dos primeiros voos espaciais tripulados da Índia.

## Carreira
Krishnan foi incluído no processo de seleção de astronautas em 2019 pelo Instituto de Medicina Aeroespacial (IAM), uma organização subordinada à Força Aérea Indiana. Mais tarde, foi selecionado entre os quatro finalistas pelo IAM e a ISRO. Em 2020, foi à Rússia para a realização do treinamento básico com outros três astronautas selecionados. O treinamento básico foi concluído em 2021. Ele então retornou à Índia e participou de treino adicional no Centro de Treinamento de Astronautas em Bangalore.
Foi anunciado como parte do corpo de astronautas no dia 27 de fevereiro de 2024, quando o primeiro-ministro Narendra Modi anunciou os nomes dos membros da equipe de astronautas para a primeira missão espacial da Índia, no Centro Espacial Vikram Sarabhai, da ISRO, em Thiruvananthapuram.